# Karl Brandt (médecin)
Pour les articles homonymes, voir Karl Brandt et Brandt.
Karl Friedrich Brandt est un professeur de médecine allemand, criminel de guerre, né le 8 janvier 1904 à Mulhouse (Empire allemand) et mort le 2 juin 1948 à Landsberg am Lech (Allemagne).
Il a notamment été le médecin personnel d'Adolf Hitler à l'époque du Troisième Reich et portait le grade de  SS-Gruppenführer dans l'Allgemeine SS et de SS-Brigadeführer und Generalmajor der Waffen-SS.

## Biographie
Bien que né en Alsace, Brandt n'est pas issu de parents alsaciens, son père, commissaire de police, ayant été muté d'Allemagne à Mulhouse. À l'époque de sa naissance, Mulhouse est en effet allemande, comme toute l'Alsace et la Moselle annexées par l'Empire allemand en 1871 en vertu du Traité de Francfort.
Brandt quitte l'Alsace en 1919 et poursuit ses études à Dresde où il passe son Abitur, puis commence ses études de médecine à Dresde, Iéna, Berlin puis Fribourg-en-Brisgau. À Bochum, il se spécialise dans la chirurgie des traumatismes crâniens et obtient son diplôme en 1928. Il émet alors le vœu de partir à Lambaréné au Gabon, afin de rejoindre le docteur Schweitzer, mais n'ayant pas opté pour la nationalité française en quittant l'Alsace, il renonce à ce projet.
C’est en 1933, alors que Brandt et sa fiancée Anni Rehborn suivent le cortège menant Hitler du restaurant où ils venaient de dîner ensemble au Berghof, que la Mercedes du Führer quitte la route. Adolf Hitler est indemne, mais le chef de sa garde personnelle, Wilhelm Brückner, est gravement blessé. L’intervention du Dr Brandt lui sauve la vie. C’est Wilhelm Brückner en personne qui proposera le Dr Brandt comme médecin personnel du Führer et l’appellera le 13 juin 1934 pour lui demander de venir immédiatement à Munich afin d’accompagner Hitler lors d’un voyage en Italie. Cette date est considérée comme le jour où la vie du Dr Brandt a basculé, mais les faits montrent qu’il ne se trouvait pas là par hasard[pas clair].
Il rejoint d'abord la Ligue national-socialiste des médecins et le NSDAP dès 1932, en soulignant ne pas vouloir appartenir ni à la SS ni à la SA, mais il devient finalement membre de la SA en 1934, pour rejoindre ensuite la SS fin 1934, devenant Untersturmführer, le grade d'officier le moins élevé. Il terminera cependant la guerre avec le grade de Brigadeführer SS (Médecin-général SS). En novembre 1938, il est envoyé à Paris après l'attentat commis contre Ernst vom Rath, membre de l'ambassade d'Allemagne. La mort du diplomate sert de prétexte à la Nuit de Cristal.
Dès 1939, Brandt dirige l'administration du programme d'euthanasie T4 visant l'élimination physique des aliénés et autres handicapés allemands. Il invente alors l'injection létale, utilisée encore aujourd'hui dans certains États des États-Unis pour appliquer la peine de mort. Il cumule les grades et les charges de SS-Brigadeführer, Generalmajor de la Waffen-SS et de commissaire général pour la Santé et les Affaires sanitaires. Il est impliqué dans un programme d'expérimentation humaine, aux côtés du psychiatre Werner Heyde et d'autres médecins.
Début 1944, le Dr Karl Brandt facilite l’accès du docteur Otto Bickenbach au camp de concentration de Natzweiler-Struthof pour y effectuer des expérimentations sur l’homme. Il sait que ces expériences conduiront à la mort de détenus. En juin 1944, le Dr Brandt revient superviser l’avancement des travaux de Bickenbach, au moment où ce dernier engage des essais avec des témoins non protégés contre le gaz phosgène auquel il les expose à dose mortelle. Le Dr Karl Brandt reçoit personnellement les rapports du résultat de ces expériences qui font état de quatre décès officiels sur les détenus « témoins ». Pour contrer l’avancement des troupes alliées, le Dr Karl Brandt pousse au développement d’armes bactériologiques, notamment auprès des professeurs Otto Bickenbach et Richard Kuhn, prix Nobel de chimie en 1938. Il est arrêté par les Américains le 23 mai 1945.
Brandt est jugé en 1947 durant le procès que l'on surnomma le Procès des médecins. Il est condamné à mort le 20 août 1947 pour appartenance à une organisation criminelle, crime de guerre et crime contre l'humanité.
Sans être ministre de la Santé publique, Karl Brandt détenait l'autorité médicale suprême sous le Troisième Reich. Sa condamnation à mort souleva pourtant de vives protestations  de la part de plusieurs journaux allemands, dont le puissant quotidien de Nuremberg, le Nürnberger Nachrichten (de) qui publie le lendemain une biographie élogieuse sur une pleine page, en le présentant comme un martyr injustement condamné.
Le procureur McHaney de la cour de Nuremberg ayant jugé Karl Brandt prononcera cette phrase qui alimentera la polémique sur le bien-fondé de la sentence prononcée à l'encontre du médecin du Reich : « Le procès a montré que Karl Brandt n'a rien su de ces expériences, mais il est coupable parce qu'il aurait dû savoir. »
Par l'intermédiaire de son avocat, Robert Servatius, il demande aux autorités américaines qu'on lui fasse subir une expérience médicale n'offrant aucune chance de survie. Son objectif est de transformer sa condamnation en un acte délibéré dans l'intérêt de l'humanité, ce qui lui sera refusé. Plusieurs demandes de grâce parviennent aux autorités américaines, entre autres celle du directeur de l'asile d'aliénés de l'institution protestante Bethel, dont Brandt aurait sauvé des pensionnaires. Selon Philippe Aziz, elles ont une chance d'aboutir, mais le commandement militaire donnera l'ordre d'exécution avant que la décision soit prise en haut lieu.
Brandt fut exécuté par pendaison avec six autres accusés (dont l'un de ses collaborateurs Viktor Brack) le 2 juin 1948 à la prison de Landsberg.
Sur l'échafaud, il fait une longue déclaration où il explique que les Américains n'ont pas de leçons à lui donner, qu'ils sont les vainqueurs et qu'ils resteront « sous le signe de Caïn » après Hiroshima et Nagasaki. Selon lui, la force exige des victimes et il en est une. Ses derniers mots avant de mourir furent les suivants : « J'ai toujours combattu en conscience, pour mes convictions, avec droiture, franchise, et à visière ouverte (mit offenem Visier). Je suis prêt (Ich bin bereit). ».
Selon Aziz, sa responsabilité criminelle était une des moins solidement établies ; et si ces derniers propos ne manquent pas de grandeur et de force de conviction, encore faut-il qu'il en ait toujours été réellement digne.
Pour Bruno Halouia et Yves Ternon, il n'était pas de dialogue possible entre les juges américains et la plus haute personnalité de la médecine nazie. Le procureur général McHaney cherchait à déterminer les responsables des crimes commis, Karl Brandt s'en moquait. « Rongé par le mal nazi, il était incurable, beaucoup plus dangereux pour une civilisation que les hommes dont la mort lui paraissait souhaitable. ».